# Yamaha Chappy
Un Chappy est un cyclomoteur à moteur à deux temps de 50 ou 72 cm3 du constructeur japonais Yamaha.
Il a été commercialisé de 1973 à 1996 dans diverses versions. Il y a eu des modèles avec ou sans pédales, avec transmission automatique (2 vitesses avec ou sans manette de présélection), semi-automatique (3 vitesses) ou manuelle (4 vitesses).
Le Chappy démarre au kick-starter et utilise une électricité 6 volts produite par un volant magnétique et un allumage par vis platinées.
Il devient rare au fil du temps. Il fut apprécié pour ses gros pneus, son graissage séparé (très rare à l'époque sur des modèles de cette cylindrée), ses clignotants, son pot d'échappement inédit, son gabarit et son confort.

## Conception
1. Partie cycle
2. Motorisation
  - Boîte automatiques
  - Boîte semi-automatiques
  - Boîte manuelle

## Variantes
1. LB50
La classification LB50 englobe chez Yamaha toute la gamme de Chappy en 49,9 cm3.
  - 13F : Le modèle standard. Tout automatique, sans présélecteur de vitesse. Commercialisé à partir de 1982 pour les rares modèles à pédales, et 1983 pour les modèles sans pédales. Vitesse max. : 45 km/h.
  - Le modèle noir et bleu, très rare est limité uniquement à 157 exemplaires dans le monde!
  - 1F1 : Le modèle dit à présélecteur de vitesse. La sélection de vitesse se fait à la main à l'aide d'une manette DNL. Elle permet de choisir de passer entre la vitesse courte (montagne) et la vitesse longue (ville). Commercialisé à partir de 1975. Équipé d'origine, selon la législation de l'époque, des pédales servant de repose pied. Vitesse max. : 50 km/h.
  - 550 : Le tout premier modèle importé en France. Commercialisé à partir de 1974. Il présente toutes les caractéristiques du modèle 1F1, sauf que la selle est monoplace, ce qui implique donc des plus petits réservoirs d'essence et d'huile, et l'absence de jauge de niveau d'huile.
  - 551 (ident: LB2 code 1F0) : L'équivalent au 550, mais démuni des pédales. N'est jamais sorti en France, on le trouve sous 2 formes : à selle monoplace de 1975 à 1977, à selle biplace de 1977.
  - 543 (ident: LB2-M code 1F2) : Le dernier Chappy : il reprend les caractéristiques du 551 (selle courte, petits réservoirs, code phare, etc.) mais est équipé d'un moteur à 4 vitesses à embrayage manuel. Jamais officiellement importé en France, le modèle était prévu pour le marché suisse. Vitesse max : 65 km/h
  - 439 : Il s'agit de la dénomination des Chappy japonais ! On le trouve donc sous différentes formes : 2 vitesses automatiques, 3 vitesses semi-automatiques ou 4 vitesses manuel…
2. LB80
La classification LB80 englobe chez Yamaha toute la gamme de Chappy en 72 cm3.
  - 592 : Le modèle est une version en 72 cm3 du 551 : on retrouve donc la selle courte qui s'ouvre vers l'arrière, les petits réservoirs, le code phare, et quelques autres options caractéristiques. Le moteur est un automatique en 72 cm3 avec présélecteur de vitesse. Vitesse max : 70 km/h
  - 1F3 : La version la plus courante des Chappy LB80 : selle 2 places, grands réservoirs, niveau d'huile. À noter qu'il est équipé d'un frein au pied, et d'un moteur automatique à présélecteur de vitesse. Vitesse max. : 70 km/h
  - 511 : Il s'agit de l'équivalent du 543 avec un moteur en 72 cm3. On retrouve donc la pédale de frein au pied, de la selle à ouverture sur l'arrière, d'un support de catadioptre intégré au porte-bagages, etc. Vitesse max. : 70 km/h
  - 5R4 : La version la plus récente et la plus complète qu'il soit : un moteur en 72 cm3 avec 4 vitesses à embrayage manuel. Il a l’avantage d'être équipé d'une jauge de niveau d'huile, d'une jauge d'essence, d'une selle 2 places, d'un porte-bagages d'origine à l'avant. Ce modèle n'a jamais été importé officiellement en France, mais se trouve dans certains pays d'Europe…
  - 440 : Il s'agit de la version 72 cm3 du 439.